# Fouad Chafik
Fouad Chafik (Pierrelatte, 16 oktober 1986) is een Frans-Marokkaans profvoetballer die doorgaans als verdediger speelt. Hij verruilde Stade Lavallois in juli 2016 transfervrij voor Dijon FCO. Chafik debuteerde in 2015 in het Marokkaans voetbalelftal.

## Interlandcarrière
Nadat Chafik door de Marokkaanse bondscoach Badou Zaki werd uitgenodigd voor een oefenwedstrijd van het Marokkaans voetbalelftal in juni 2015, besloot hij voor de Marokkaanse voetbalnationaliteit te kiezen. Op 12 juni 2015 debuteerde hij in een vriendschappelijke wedstrijd tegen het Libisch voetbalelftal (1–0).
| Interlands van Fouad Chafik voor Marokko | Interlands van Fouad Chafik voor Marokko | Interlands van Fouad Chafik voor Marokko | Interlands van Fouad Chafik voor Marokko | Interlands van Fouad Chafik voor Marokko | Interlands van Fouad Chafik voor Marokko |
| №                                        | Datum                                    | Wedstrijd                                | Uitslag                                  | Soort wedstrijd                          | Doelpunten                               |
| Als speler bij Stade Lavallois           | Als speler bij Stade Lavallois           | Als speler bij Stade Lavallois           | Als speler bij Stade Lavallois           | Als speler bij Stade Lavallois           | Als speler bij Stade Lavallois           |
| ---------------------------------------- | ---------------------------------------- | ---------------------------------------- | ---------------------------------------- | ---------------------------------------- | ---------------------------------------- |
| 1.                                       | 12 juni 2015                             | Marokko – Libië                          | 1 – 0                                    | Afrika Cup kwalificatie                  | 0                                        |
| 2.                                       | 5 september 2015                         | Sao Tomé en Principe – Marokko           | 0 – 3                                    | Afrika Cup kwalificatie                  | 0                                        |
| 3.                                       | 09 oktober 2015                          | Marokko – Ivoorkust                      | 0 – 1                                    | Vriendschappelijk                        | 0                                        |
| 4.                                       | 12 oktober 2015                          | Marokko – Guinee                         | 1 – 1                                    | Vriendschappelijk                        | 0                                        |

## Clubcarrière
Chafik begon bij UMS Montélimar. Na een seizoen spelen ging hij naar ASOA Valence (2e divisie). Een jaar later werd hij overgenomen door Ligue 2 formatie FC Istres. Op 1 juli 2014 is Chafik voor €650.000 gekocht door Ligue 2 formatie Stade Lavallois.
1 Racioppi ·
2 Fofana ·
3 Congré ·
4 Panzo ·
5 Coulibaly ·
6 Ahlinvi ·
7 Sammaritano ·
8 Le Bihan · 
10 Benzia ·
11 Jacob ·
13 Arli ·
14 Marié ·
17 Y. Soumaré ·
18 Younoussa ·
19 Ngouyamsa ·
20 Rocchia ·
21 Scheidler ·
22 Philippoteaux ·
23 Touré ·
24 Belhadji ·
25 Manga  ·
26 Pi ·
27 Traoré ·
28 B. Soumaré ·
29 Dobre ·
30 Reynet ·
Coach: Linarès